# Антрополог
Антрополог — науковець, що займається наукою антропологією. Внаслідок специфіки науки дуже значну роль у роботі антропологів відіграє збір емпіричних даних, польові дослідження. Історично на початковому етапі розвитку антропології головними об'єктами вивчення були архаїчні ізольовані суспільства, і хоч тепер антропологія аж ніяк не обмежується вивченням таких спільнот, але й досі поширеним є стереотип антрополога як «того дивака, що живе серед немитих канібалів».

## Відомі антропологи
- Марсель Мосс
- Клод Леві-Стросс
- Броніслав Малиновський
- Франц Боас
- Девід Гребер
- Сідні Мінц